# Riccardo Zandonai

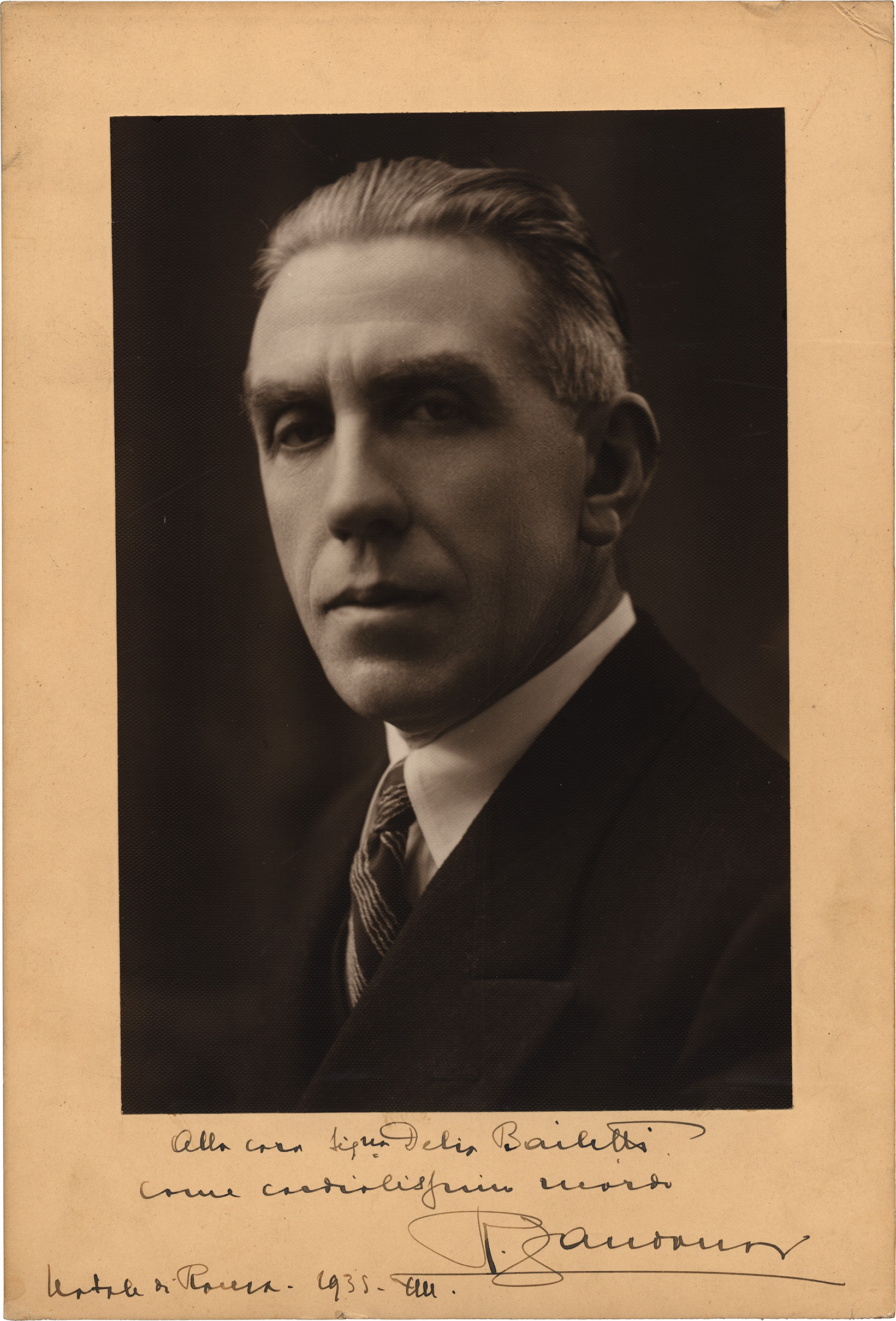
Riccardo Zandonai

Riccardo Zandonai född 28 maj 1883 i Borgo Sacco Rovereto, Österrike-Ungern, död 5 juni 1944 i Trebbiantico, Pesaro, var en italiensk kompositör.

## Biografi
Redan som ung visade Zandonai en sådan fallenhet för musik att han 1899 kom in i Pesaro Conservatorio i Pesaro och avslutade sina studier 1902, efter att ha genomfört den nioåriga läroplanen på bara tre år. Bland hans lärare fanns Pietro Mascagni.
År 1902 satte han musik till Giovanni Pascolis dikt, "Il sogno di Rosetta". Vid en soaré i Milano 1908 blev han upptäckt av Arrigo Boito, som introducerade honom till Giulio Ricordi, en av de dominerande personerna inom italiensk musikutgivning vid den tiden. Ricordi hoppades att Zandonai skulle bli en ny Puccini.
Zandonais berömmelse vilar till stor del på hans opera Francesca da Rimini, en fri tolkning av en tragedi som Gabriele D'Annunzio hade skrivit som en utvidgad passage från Dantes Inferno. Verket har aldrig helt lämnat repertoaren och har spelats in flera gånger.
Efter krigsutbrottet komponerade den patriotiske Zandonai 1916 en sång, "Alla Patria" ("För fäderneslandet"), tillägnad Italien, med resultatet att hans hem och tillhörigheter i Borgo Sacco (då fortfarande i österrikisk-ungerska händer) beslagtogs. De återlämnades dock till honom efter kriget.
År 1935 Zandonai blev chef för Rossinikonservatoriet i sitt älskade Pesaro. Där återupplivade han några verk av Rossini, såsom Resan till Reims och uvertyren till Maometto II. 1941 iscensatte han Den tjuvaktiga skatan, då reducerad till tre akter.

## Verk i urval

### Operor
- 1908 - Il grillo del focolare
- 1911 - Conchita efter Pierre Louÿs roman La femme et le pantin (1898)
- 1912  - Melenis
- 1914 - Francesca da Rimini
- 1922 - Giulietta e Romeo  med libretto av Arturo Rossato
- 1925 - I cavalieri di Ekebù (Kavaljererna på Ekeby) efter Selma Lagerlöfs Gösta Berlings saga
- 1933 - La farsa amorosa

### Kyrkomusik
- Te Deum för manskör och orgel (1906)
- Melodie per canto e piano (1907, 1913)
- O Padre nostro che nei cieli stai för kör, orgel och orkester (1912)
- Messa da Requiem för kör (1914)
- Missa pro defunctis

### Övriga verk
Diverse symfoniska verk:
- "Primavera in Val di Sole"
- "Autunno fra i monti"
- "Ballata eroica"
- "Fra gli alberghi delle Dolomiti"
- "Quadri di Segantini" (1931)
- "Rapsodia trentina"
- "Colombina"
- Concerto romantico för violin (1919)
- Concerto andaluso för cello

## Filmografi i urval
- Prinsessan Tarakanova (1938),
- Caravaggio (1941).